# Партік Тісл
«Партік Тісл» (шотл. Partick Thistle F.C.) — професійний шотландський футбольний клуб з міста Глазго. Виступає у шотландському Чемпіоншипі. Домашні матчі проводить на стадіоні «Фірхілл», який вміщує 10 102 глядачі.

## Історія
Клуб базується на тариторії колишнього поліцейського округу, що називався Партік і в 1876 році знаходився на околиці Глазго. Але з 1908 року клуб грає на стадіоні «Фірхілл», який знаходиться за межами Партік.
Першого великого успіху клуб досяг в 1921 році, коли в фіналі Кубку Шотландії були биті «Рейнджерс» 1-0. Наступного разу подібний успіх повторився в сезоні 1971-72, коли команда здобула Кубок Ліги з рахунком 4-1 перемігши «Селтік».

## Досягнення
- Чемпіонат Шотландії:
  - Бронзовий призер (3): 1947-48, 1953-54, 1962-63
- Кубок Шотландії:
  - Володар (1): 1920-21
  - Фіналіст (1): 1929-30
- Кубок Шотландської ліги:
  - Володар (1): 1971–72
  - Фіналіст (3): 1953–54, 1955–56, 1957–58